# Salis Abdul Samed
Salis Abdul Samed (Accra, 26 marzo 2000) è un calciatore ghanese, centrocampista del Nizza e della nazionale ghanese.

## Caratteristiche tecniche
È un mediano.

## Carriera

### Club
Cresciuto nell'AJG Academy, nel 2019 viene tesserato dal Clermont Foot in prestito biennale; debutta in prima squadra il 27 agosto in occasione del match di Coppa di Francia perso ai rigori contro il Lens. Nel 2021, dopo aver ottenuto la promozione in Ligue 1, viene acquistato a titolo definitivo dal club rossoblu con cui firma un contratto quadriennale.

### Nazionale
Nel 2022 ha esordito in nazionale; nel medesimo anno ha partecipato ai Mondiali, mentre nel 2023 ha partecipato alla Coppa d'Africa.

## Statistiche

### Presenze e reti nei club
Statistiche aggiornate al 17 dicembre 2023.
| Stagione             | Squadra              | Campionato           | Campionato | Campionato | Coppe nazionali | Coppe nazionali | Coppe nazionali | Coppe continentali | Coppe continentali | Coppe continentali | Altre coppe | Altre coppe | Altre coppe | Totale | Totale |
| Stagione             | Squadra              | Comp                 | Pres       | Reti       | Comp            | Pres            | Reti            | Comp               | Pres               | Reti               | Comp        | Pres        | Reti        | Pres   | Reti   |
| -------------------- | -------------------- | -------------------- | ---------- | ---------- | --------------- | --------------- | --------------- | ------------------ | ------------------ | ------------------ | ----------- | ----------- | ----------- | ------ | ------ |
| 2019-2020            | Clermont Foot 2      | N3                   | 7          | 0          |                 | -               | -               |                    | -                  | -                  |             | -           | -           | 7      | 0      |
| 2020-2021            | Clermont Foot 2      | N3                   | 1          | 0          |                 | -               | -               |                    | -                  | -                  |             | -           | -           | 1      | 0      |
| 2019-2020            | Clermont Foot        | L2                   | 6          | 0          | CF+CdL          | 1+0             | 0               |                    | -                  | -                  |             | -           | -           | 7      | 0      |
| 2020-2021            | Clermont Foot        | L2                   | 6          | 0          | CF              | 0               | 0               |                    | -                  | -                  |             | -           | -           | 6      | 0      |
| 2021-2022            | Clermont Foot        | L1                   | 31         | 1          | CF              | 0               | 0               |                    | -                  | -                  |             | -           | -           | 31     | 1      |
| Totale Clermont Foot | Totale Clermont Foot | Totale Clermont Foot | 43         | 1          |                 | 1               | 0               |                    | -                  | -                  |             | -           | -           | 44     | 1      |
| 2022-2023            | Lens                 | L1                   | 33         | 1          | CF              | 4               | 0               |                    | -                  | -                  |             | -           | -           | 37     | 1      |
| 2023-2024            | Lens                 | L1                   | 16         | 0          | CF              | 0               | 0               | UCL                | 6                  | 0                  |             | -           | -           | 22     | 0      |
| Totale Lens          | Totale Lens          | Totale Lens          | 49         | 1          |                 | 4               | 0               |                    | 6                  | 0                  |             | -           | -           | 59     | 1      |
| Totale carriera      | Totale carriera      | Totale carriera      | 100        | 2          |                 | 5               | 0               |                    | 6                  | 0                  |             | -           | -           | 111    | 2      |

### Cronologia presenze e reti in nazionale
| Cronologia completa delle presenze e delle reti in nazionale ― Ghana | Cronologia completa delle presenze e delle reti in nazionale ― Ghana | Cronologia completa delle presenze e delle reti in nazionale ― Ghana | Cronologia completa delle presenze e delle reti in nazionale ― Ghana | Cronologia completa delle presenze e delle reti in nazionale ― Ghana | Cronologia completa delle presenze e delle reti in nazionale ― Ghana | Cronologia completa delle presenze e delle reti in nazionale ― Ghana | Cronologia completa delle presenze e delle reti in nazionale ― Ghana |
| Data                                                                 | Città                                                                | In casa                                                              | Risultato                                                            | Ospiti                                                               | Competizione                                                         | Reti                                                                 | Note                                                                 |
| -------------------------------------------------------------------- | -------------------------------------------------------------------- | -------------------------------------------------------------------- | -------------------------------------------------------------------- | -------------------------------------------------------------------- | -------------------------------------------------------------------- | -------------------------------------------------------------------- | -------------------------------------------------------------------- |
| 17-11-2022                                                           | Abu Dhabi                                                            | Ghana                                                                | 2 – 0                                                                | Svizzera                                                             | Amichevole                                                           | -                                                                    |                                                                      |
| 24-11-2022                                                           | Doha                                                                 | Portogallo                                                           | 3 – 2                                                                | Ghana                                                                | Mondiali 2022 - 1º turno                                             | -                                                                    | 90+2’                                                                |
| 28-11-2022                                                           | Al Rayyan                                                            | Corea del Sud                                                        | 2 – 3                                                                | Ghana                                                                | Mondiali 2022 - 1º turno                                             | -                                                                    |                                                                      |
| 2-12-2022                                                            | Al Wakrah                                                            | Ghana                                                                | 0 – 2                                                                | Uruguay                                                              | Mondiali 2022 - 1º turno                                             | -                                                                    | 72’                                                                  |
| 23-3-2023                                                            | Kumasi                                                               | Ghana                                                                | 1 – 0                                                                | Angola                                                               | Qual. Coppa d'Africa 2023                                            | -                                                                    | 69’                                                                  |
| 27-3-2023                                                            | Luanda                                                               | Angola                                                               | 1 – 1                                                                | Ghana                                                                | Qual. Coppa d'Africa 2023                                            | -                                                                    |                                                                      |
| 18-6-2023                                                            | Antananarivo                                                         | Madagascar                                                           | 0 – 0                                                                | Ghana                                                                | Qual. Coppa d'Africa 2023                                            | -                                                                    | 71’                                                                  |
| 7-9-2023                                                             | Kumasi                                                               | Ghana                                                                | 2 – 1                                                                | Rep. Centrafricana                                                   | Qual. Coppa d'Africa 2023                                            | -                                                                    |                                                                      |
| 14-10-2023                                                           | Charlotte                                                            | Messico                                                              | 2 – 0                                                                | Ghana                                                                | Amichevole                                                           | -                                                                    | 46’                                                                  |
| 17-10-2023                                                           | Nashville                                                            | Stati Uniti                                                          | 4 – 0                                                                | Ghana                                                                | Amichevole                                                           | -                                                                    | 64’                                                                  |
| 17-11-2023                                                           | Kumasi                                                               | Ghana                                                                | 1 – 0                                                                | Madagascar                                                           | Qual. Mondiali 2026                                                  | -                                                                    |                                                                      |
| 21-11-2023                                                           | Iconi                                                                | Comore                                                               | 1 – 0                                                                | Ghana                                                                | Qual. Mondiali 2026                                                  | -                                                                    | 65’                                                                  |
| 14-1-2024                                                            | Abidjan                                                              | Ghana                                                                | 1 – 2                                                                | Capo Verde                                                           | Coppa d'Africa 2023 - 1º turno                                       | -                                                                    | 87’                                                                  |
| 18-1-2024                                                            | Abidjan                                                              | Egitto                                                               | 2 – 2                                                                | Ghana                                                                | Coppa d'Africa 2023 - 1º turno                                       | -                                                                    | 38’ 89’                                                              |
| 22-1-2024                                                            | Abidjan                                                              | Mozambico                                                            | 2 – 2                                                                | Ghana                                                                | Coppa d'Africa 2023 - 1º turno                                       | -                                                                    |                                                                      |
| 22-3-2024                                                            | Marrakech                                                            | Ghana                                                                | 1 – 2                                                                | Nigeria                                                              | Amichevole                                                           | -                                                                    | 37’                                                                  |
| 26-3-2024                                                            | Marrakech                                                            | Uganda                                                               | 2 – 2                                                                | Ghana                                                                | Amichevole                                                           | -                                                                    |                                                                      |
| 6-6-2024                                                             | Bamako                                                               | Mali                                                                 | 1 – 2                                                                | Ghana                                                                | Qual. Mondiali 2026                                                  | -                                                                    | 88’                                                                  |
| 10-6-2024                                                            | Kumasi                                                               | Ghana                                                                | 4 – 3                                                                | Rep. Centrafricana                                                   | Qual. Mondiali 2026                                                  | -                                                                    |                                                                      |
| 28-5-2025                                                            | Brentford                                                            | Ghana                                                                | 1 – 2                                                                | Nigeria                                                              | Amichevole                                                           | -                                                                    | 25’                                                                  |
| 31-5-2025                                                            | Brentford                                                            | Trinidad e Tobago                                                    | 0 – 4                                                                | Ghana                                                                | Amichevole                                                           | -                                                                    | 71’                                                                  |
| Totale                                                               |                                                                      | Presenze                                                             | 21                                                                   |                                                                      | Reti                                                                 | 0                                                                    |                                                                      |